# Fuente de Neptuno (Bolonia)
La fuente de Neptuno (fontana del Nettuno en italiano) es una fuente monumental que se encuentra en Bolonia en la Piazza del Nettuno, adyacente a la Plaza Mayor. Debido a su tamaño colosal, los boloñeses la llaman afectuosamente "il Gigante" (al Żigànt en dialecto boloñés).

## Historia
La estatua fue promovida por el Cardenal Legado de Bolonia Carlos Borromeo, el cual deseaba reordenar el área de la Plaza Mayor, con la ayuda del obispo Pier Donato Cesi.
La estatua habría tenido el objetivo de simbolizar el auspicioso gobierno del papa recientemente electo, y tío materno de Borromeo, Pío IV.
La obra fue proyectada por el arquitecto y pintor palermitano Tommaso Laureti en 1563 y fue coronada por la imponente estatua en bronce del dios Neptuno del escultor manierista flamenco Jean de Boulogne da Douai, llamado Juan de Bolonia, quien deseaba redimirse luego de la derrota en el concurso por la Fuente de Neptuno en la Plaza de la Señoría de Florencia.
Para la construcción de la fuente (terminada en 1565) fue derribada entera una cuadra (manzana urbana) de la ciudad, y los gastos fueron repartidos entre las casas y las bodegas adyacentes.
El  suministro de agua de la fuente tomó lugar con la construcción de la obra de captación de los bagni di Mario (cisterna subterránea con decoraciones renacentistas, hoy extremadamanete deteriorada) y potenciada reestructurando la antigua fonte Remonda (que funciona aún bajo el convento de San Michele in Bosco) y convergiendo sus aguas hacia la plaza.

## Curiosidades
- Se dice que Juan de Bolonia quería realizar al Neptuno con genitales más grandes pero la iglesia se lo prohibió. El escultor de todos modos no se rindió y de hecho diseñó la estatua de manera que desde un ángulo particular el pulgar tensado de la mano izquierda parezca emerger del bajo vientre, en un modo parecido a un pene erecto. En su época, las señoras de Bolonia se turbaban al ver al Neptuno, por lo que la iglesia tuvo que ponerle unos pantalones de bronce a la estatua. Toda la fuente tiene de todos modos un fuerte carácter erótico; por ejemplo, las ninfas de las esquinas rocían agua por los pezones.

- La leyenda narra que antes de un examen importante el estudiante que quiera tener la fortuna de su parte debe girar dos veces en contra de las agujas del reloj alrededor de la fuente, tal como hizo Juan de Bolonia alrededor del pedestal reflexionando sobre el proyecto de realización del Neptuno, dando así inicio a su fortuna y a su expiación por la "derrota florentina".

## Galería de imágenes

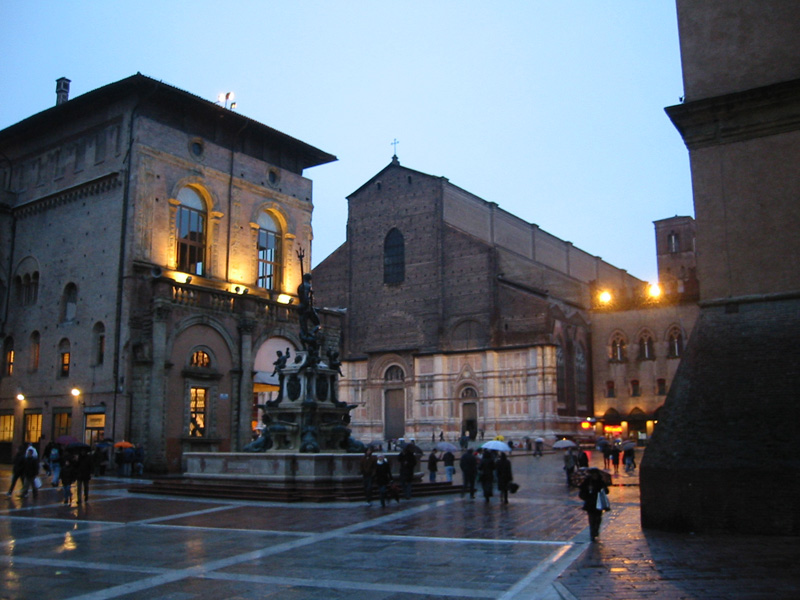
Plaza Neptuno - en primer plano: la Fuente de Neptuno; al fondo: la fachada incompleta de la basílica de San Petronio.
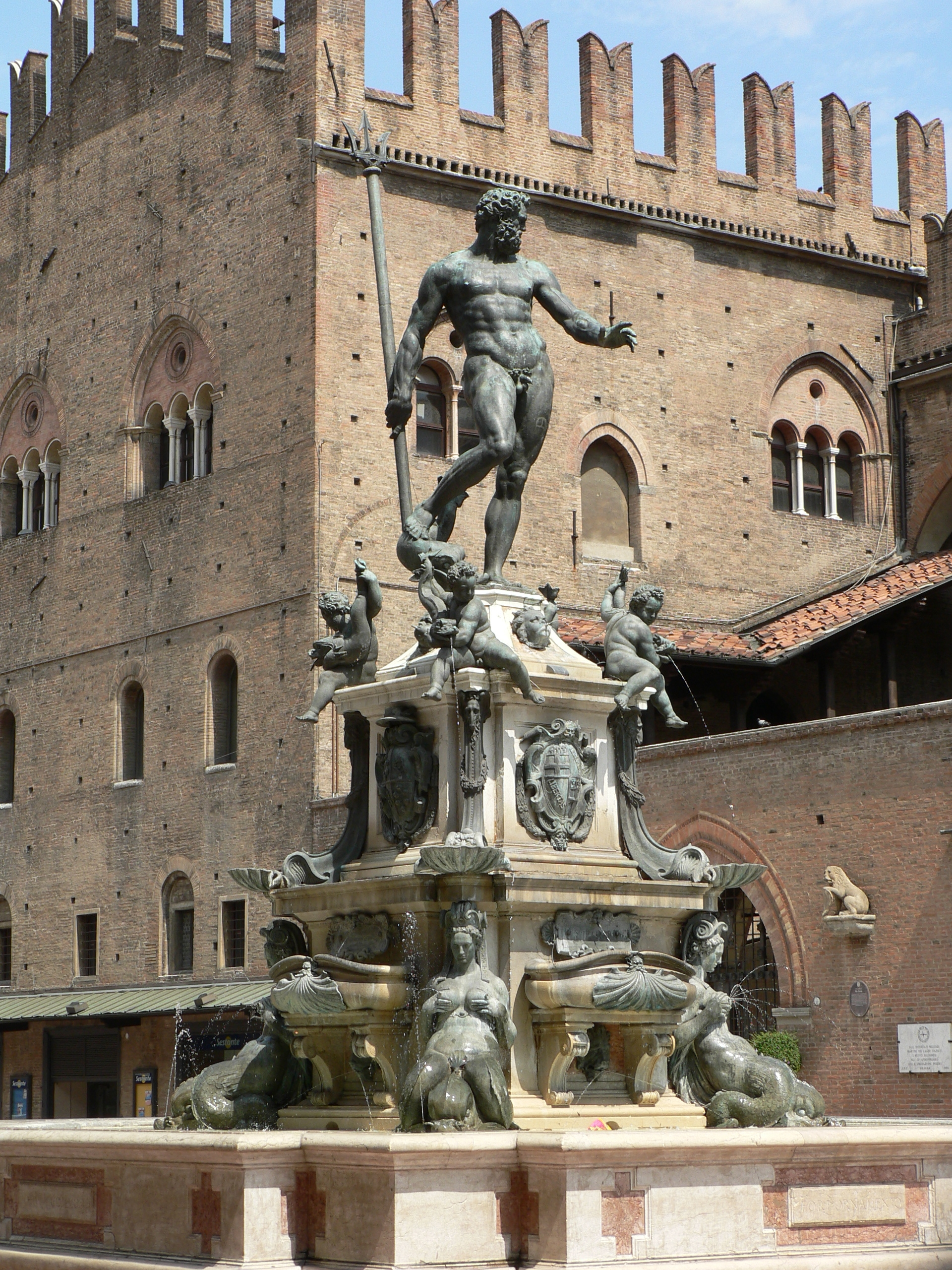
Detrás de la fuente: Palazzo Re Enzo.
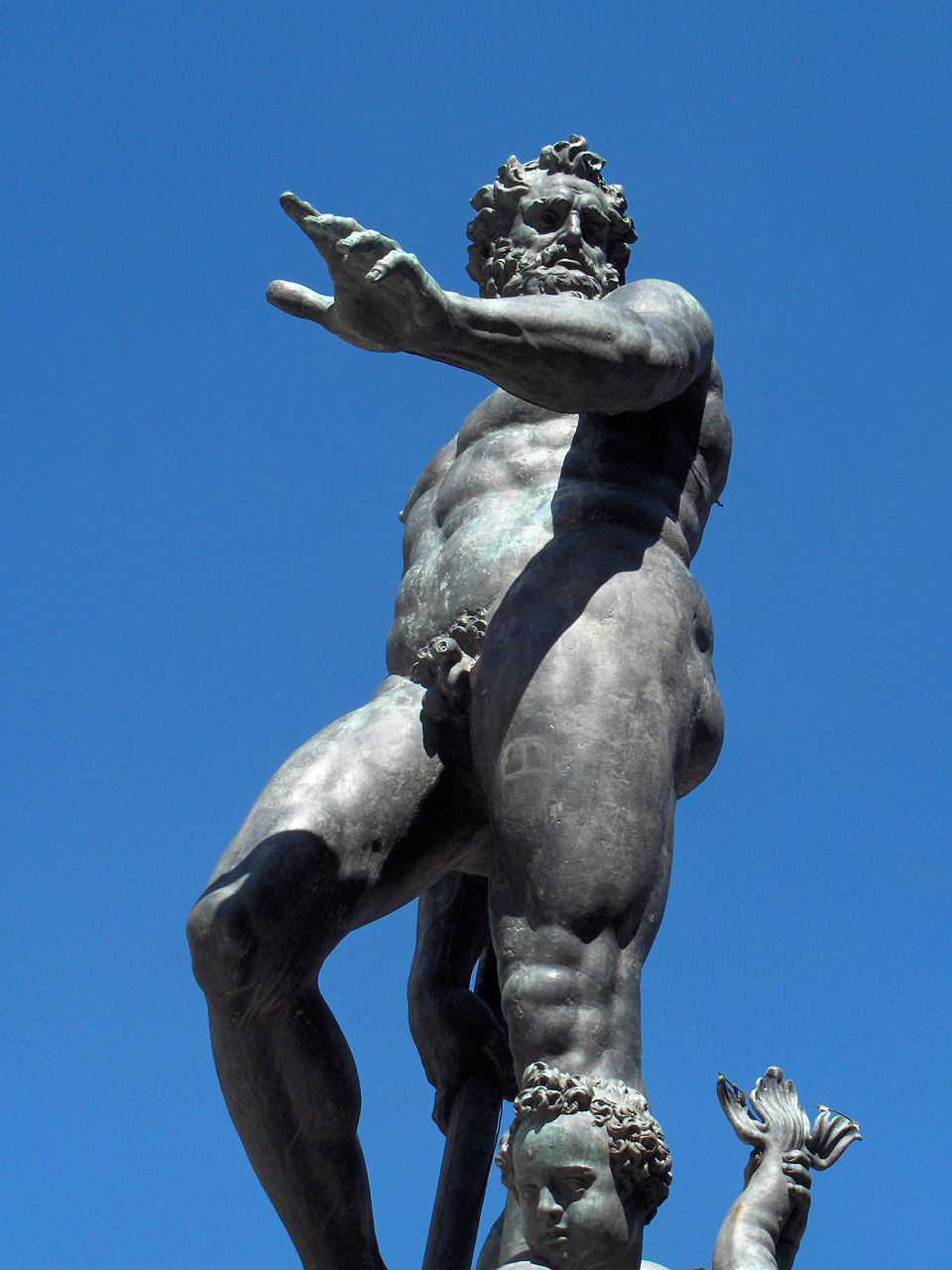
El Neptuno.
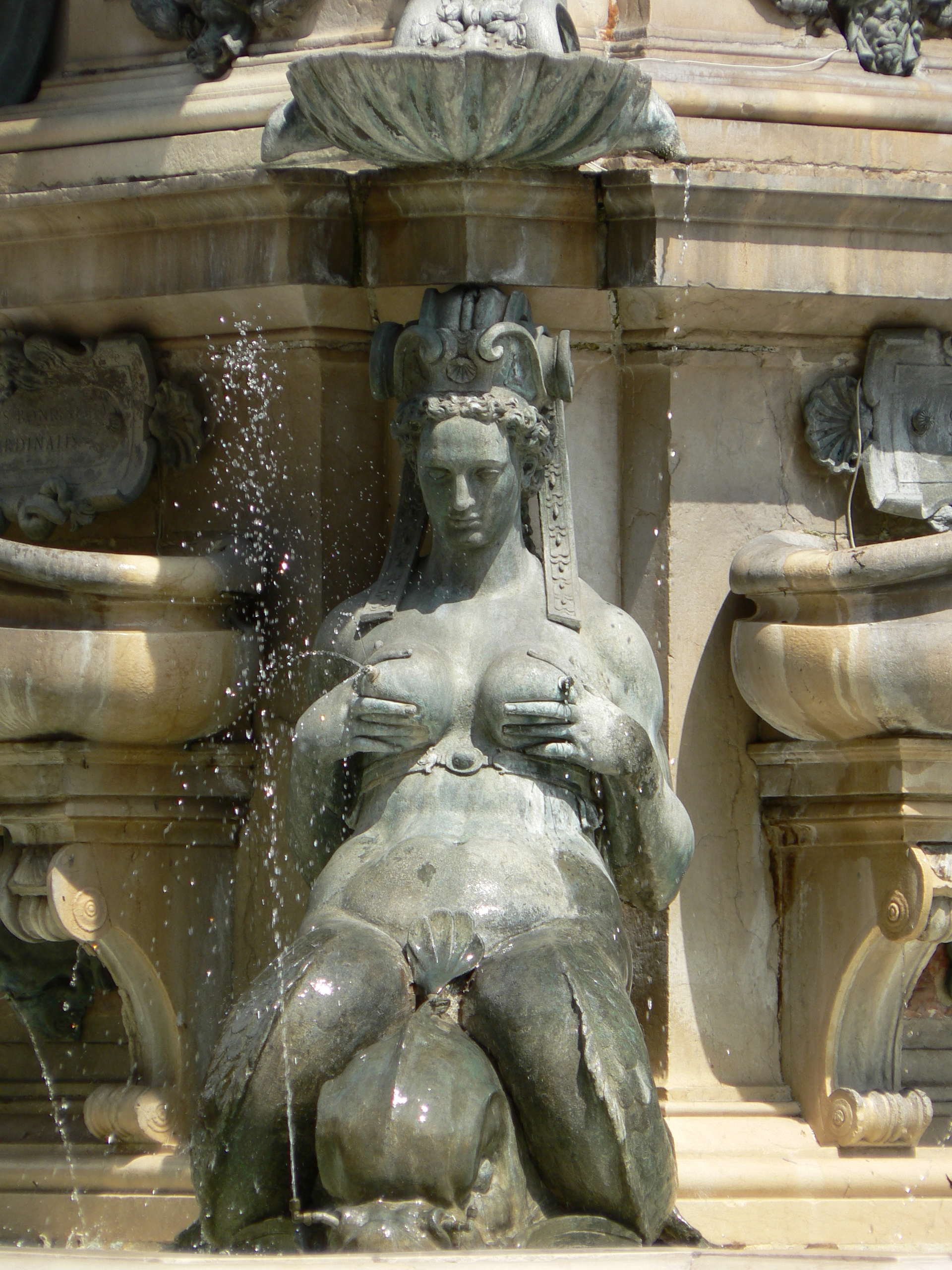
Detalle de la fuente.
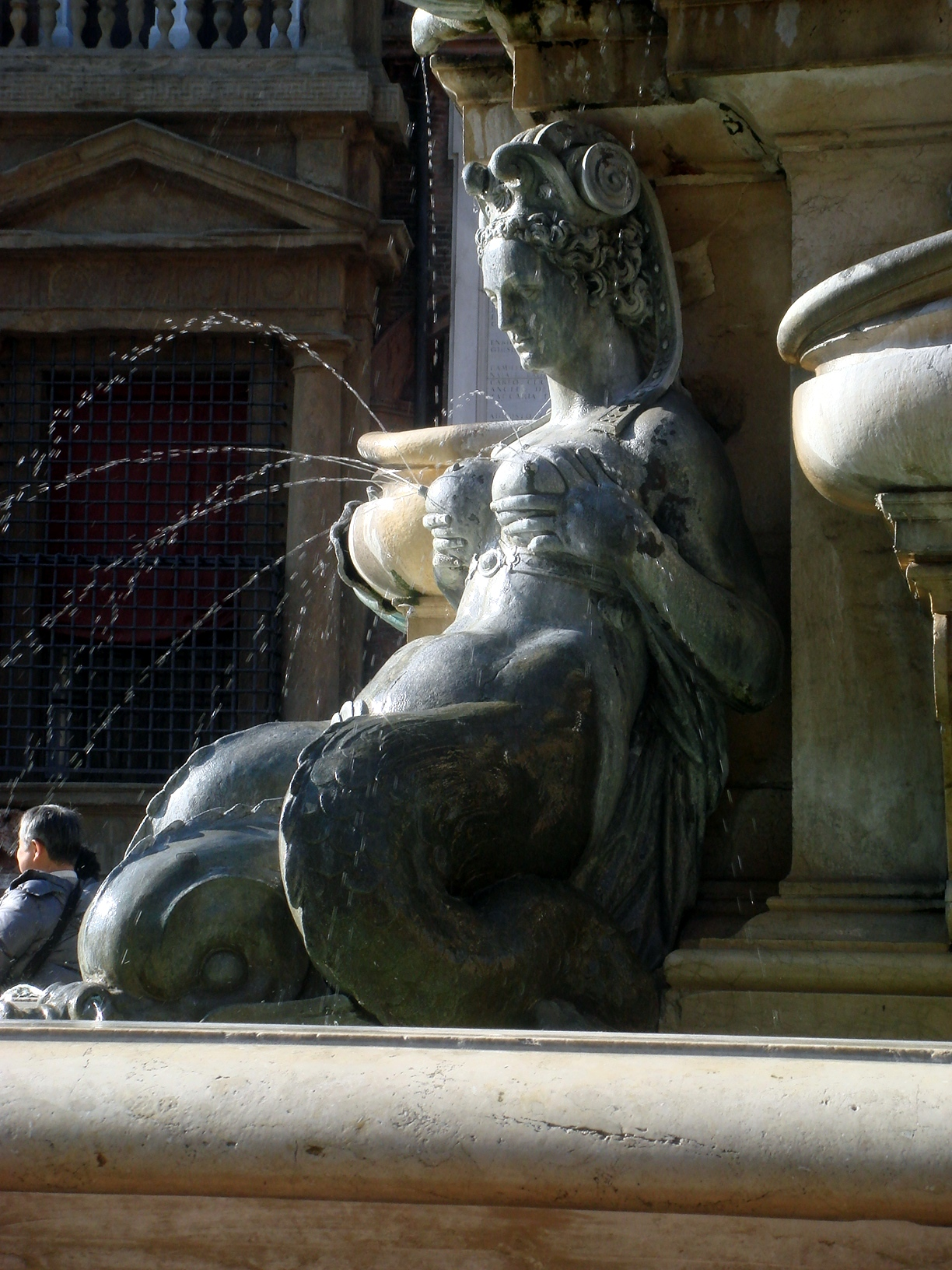
Nereida rociando leche.